# Kalmia buxifolia
Kalmia buxifolia là một loài thực vật có hoa trong họ Thạch nam. Loài này được (Bergius) Gift & Kron mô tả khoa học đầu tiên năm 2008.

## Hình ảnh

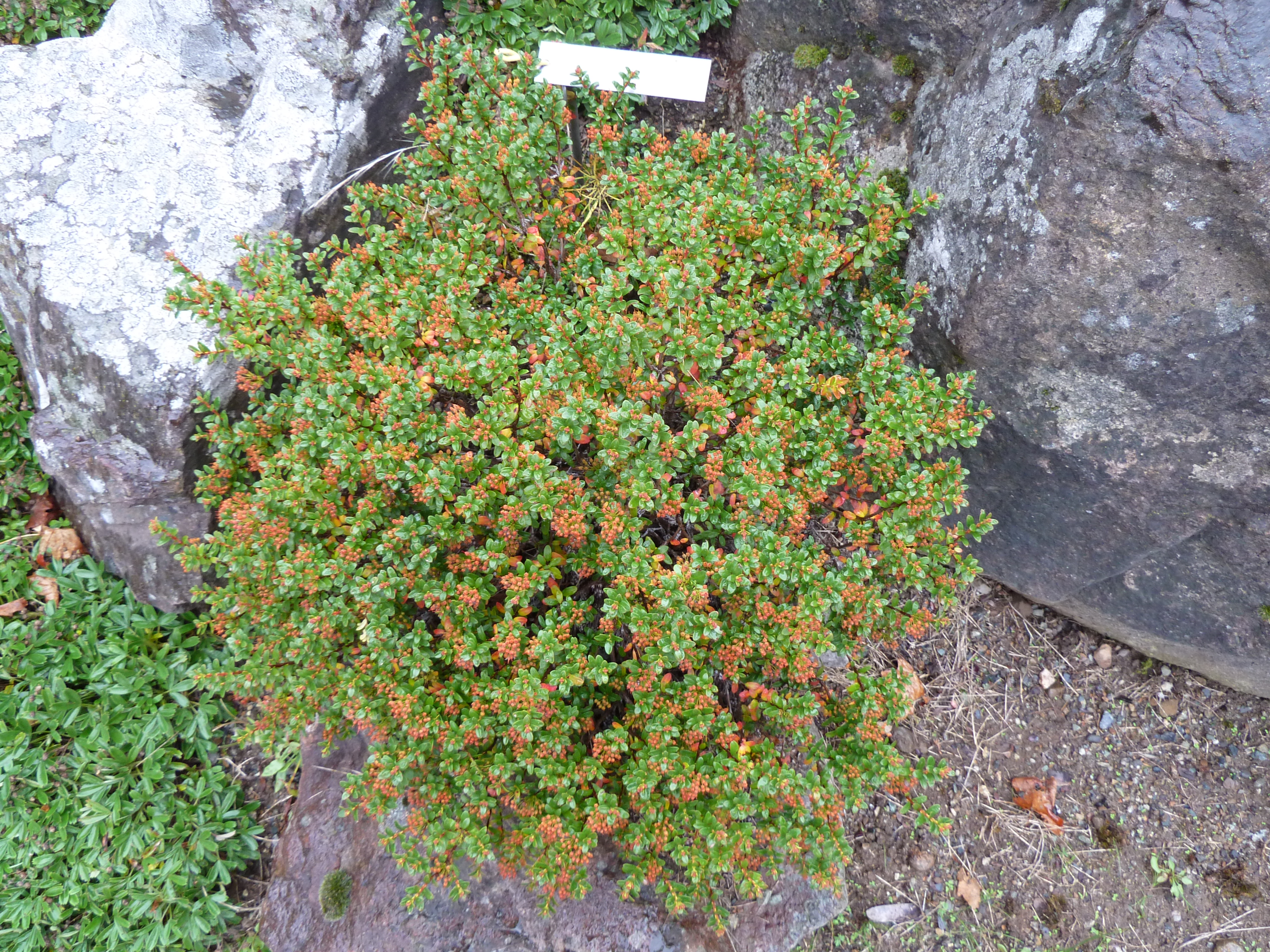
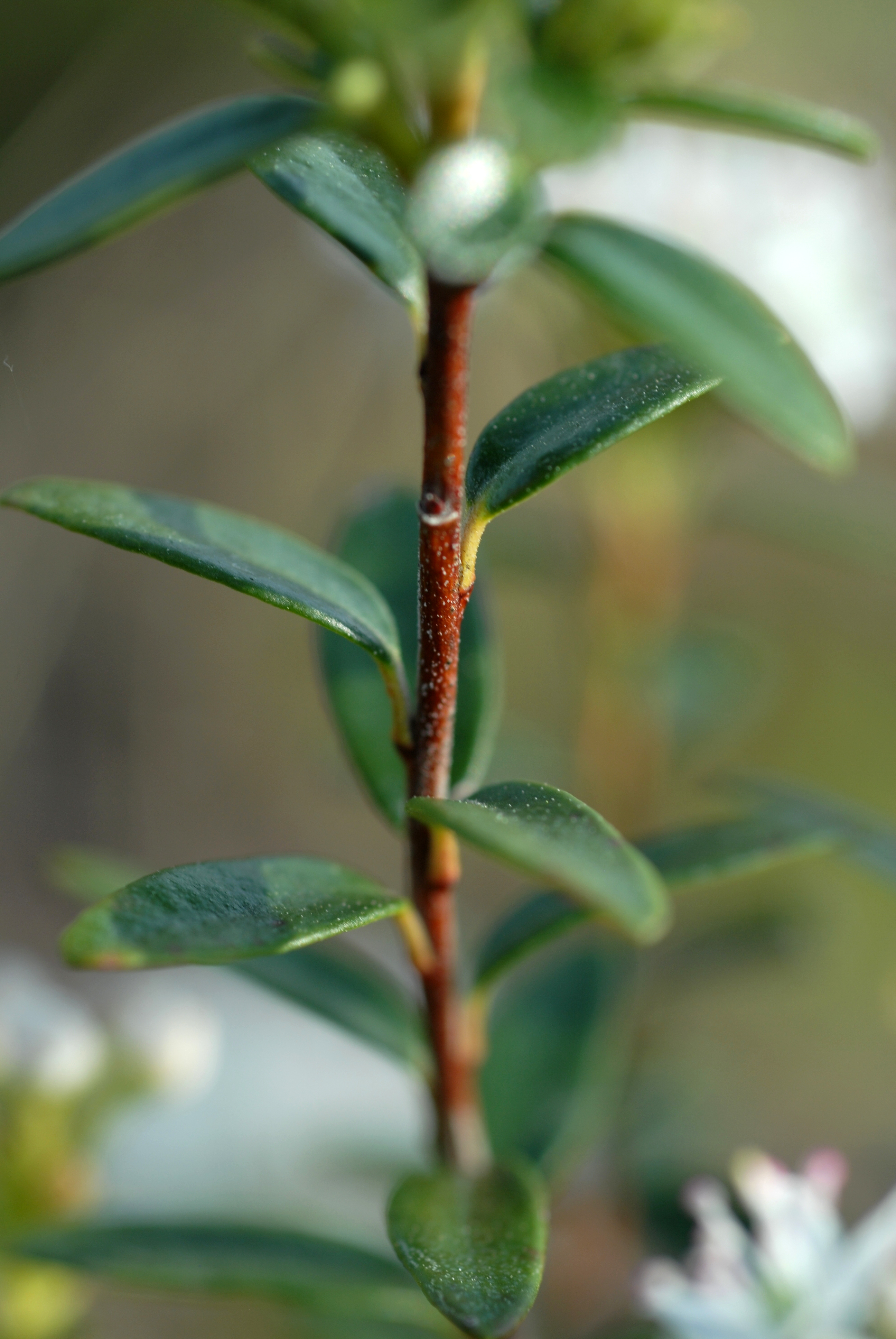
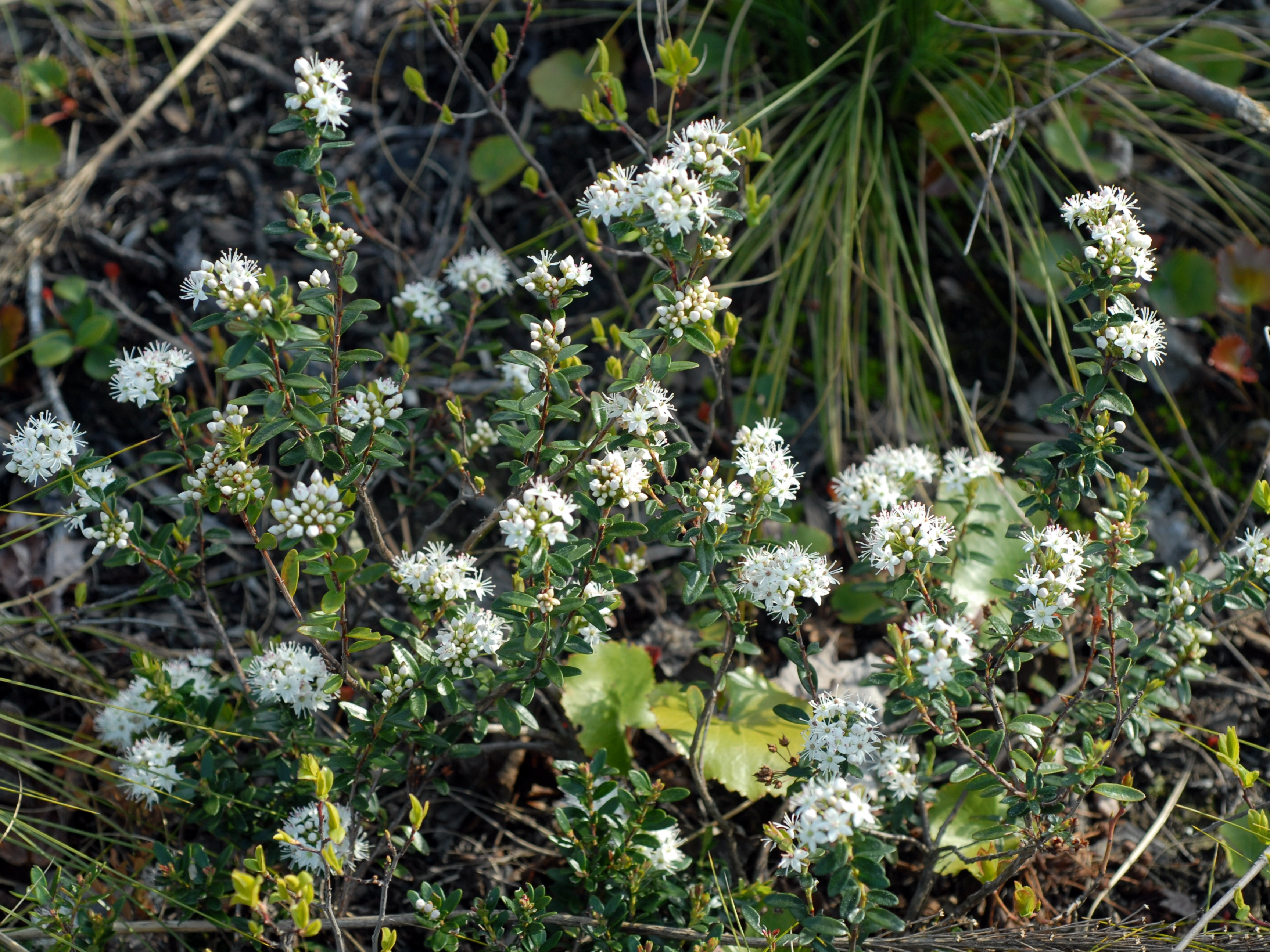